# Daternomina alicewellsae
Daternomina alicewellsae là một loài Trichoptera trong họ Ecnomidae. Chúng phân bố ở miền Australasia.